# Gooniyandi
Gooniyandi är ett australiskt språk som talades av 134 personer enligt folkräkningen år 2016. Gooniyandi talas i norra delen av Western Australia. Gooniyandi tillhör den bunabanska språkfamiljen.
Många av gooniyandis talarna har bytt till att tala antingen kriol eller engelska.
Språket skrivs med latinska alfabetet.

## Fonologi

### Konsonanter
|             | Labial | Dental | Alveolar | Retroflex | Palatal | Velar |
| ----------- | ------ | ------ | -------- | --------- | ------- | ----- |
| Nasal       | m      | n̪      | n        | ɳ         | ɲ       | ŋ     |
| Klusil      | b̥      | t̪ ~ θ  | d̥        | ɖ         | ɟ̊       | g̊     |
| Tremulant   |        |        | ɾ        |           |         |       |
| Lateral     |        |        | l        | ɭ         | ʎ       |       |
| Approximant | w      |        |          | ɻ         | j       |       |

Källa:

### Vokaler
|        | Främre | Central | Bakre |
| ------ | ------ | ------- | ----- |
| Sluten | i ~ ɪ  |         | u     |
| Öppen  |        | a       | ɑː    |

Källa: